# Hala Targowa „Okrąglak” w Krakowie
Hala Targowa „Okrąglak” (nazywana również Rondlem) – zabytkowa hala targowa znajdująca się w Krakowie, na placu Nowym, w dzielnicy I, na Kazimierzu.

## Historia
Hala Targowa „Okrąglak” została wybudowana w 1899 roku lub w 1900 roku według projektu sporządzonego przez Jana Rzymkowskiego. Budynek składa się z dwóch obiektów: wewnętrznej hali i okalającego ją pierścienia z punktami handlowymi zbudowanym na planie dwunastokąta. Budynki te są oddzielone niezadaszonym korytarzem stanowiącym wejście do sklepików. Do budynku prowadzą dwa ustawione symetrycznie wejścia od strony zachodniej i wschodniej.
W 1927 roku hala została wydzierżawiony Gminie Żydowskiej, która założyła tam rytualną rzeźnię drobiu. W celu jej założenia, konieczny był remont budynku, wykonany według projektu Józefa Weinbergera. Po zakończeniu II wojny światowej „Okrąglak” pełnił ponownie funkcję hali targowej, choć przez szereg lat większość sklepików znajdujących się w niej była jedynie magazynami dla handlowców sprzedających swoje towary na straganach.
Obecnie w jego murach mieszczą się sklepiki spożywcze, masarnie, obiekty gastronomiczne (w tym punkty sprzedaży zapiekanek). Na dachu hali „Okrąglak” okresowo odbywają się koncerty muzyczne.
19 grudnia 2008 budynek został wpisany do rejestru zabytków. Znajduje się także w gminnej ewidencji zabytków.